# Paranaguá
Paranaguá är en stad och kommun i södra Brasilien och ligger i delstaten Paraná. Folkmängden i kommunen uppgick år 2014 till cirka 150 000 invånare. Den är delstatens äldsta stad och grundades av spanjorer år 1648 under namnet Vila de Nossa Senhora do Rosário de Paranaguá. Den är en betydande hamnstad, med anknytning till delstatens huvudstad Curitiba, och är belägen vid Paranaguáviken som mynnar ut i Atlanten.

## Administrativ indelning
Kommunen var år 2010 indelad i två distrikt:
- Alexandra
- Paranaguá